# Bryonectria phyllogena
Bryonectria phyllogena är en svampart som beskrevs av Döbbeler 1999. Bryonectria phyllogena ingår i släktet Bryonectria och familjen Bionectriaceae.   Inga underarter finns listade i Catalogue of Life.